# Castrul roman de la Constantin Daicoviciu
Castrul roman este situat pe teritoriul localității Constantin Daicoviciu (fostă Căvăran), județul Caraș-Severin.